# Mayeur de Saint-Paul
François-Marie Mayeur (* 6. Juni 1758 in Paris; † 18. Dezember 1818 ebenda), genannt Mayeur de Saint-Paul nach der Pfarrkirche St-Paul-St-Louis im 4. Pariser Arrondissement, war ein französischer Schauspieler, Regisseur, Dramatiker und Verfasser von Pamphleten.

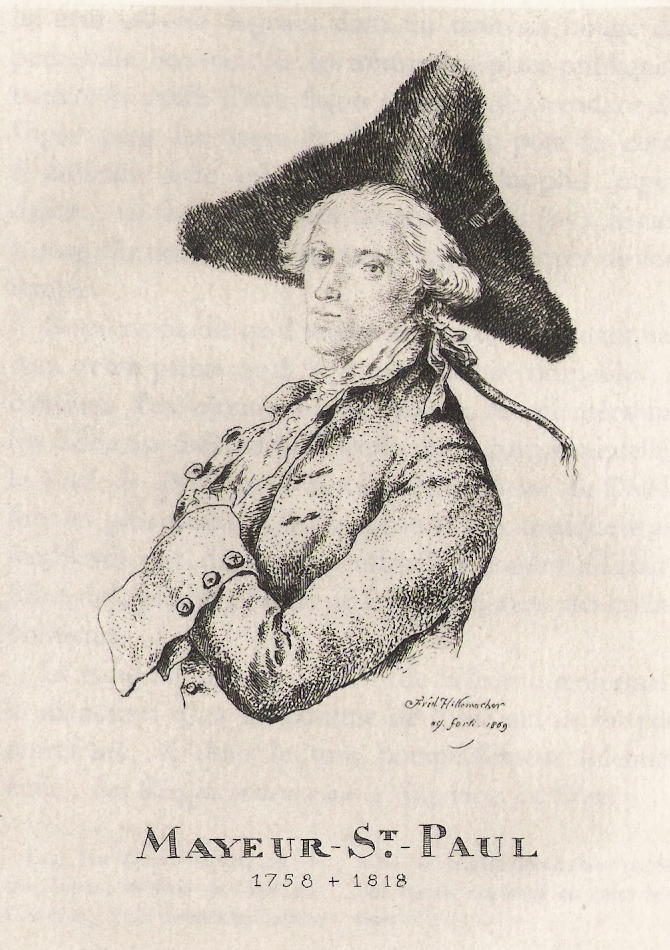
Mayeur de Saint-Paul

## Leben
Er spielte bereits als Jugendlicher in der Audinot-Theatergruppe und am Théâtre de l’Ambigu-Comique war er schnell geschätzter Darsteller. Er galt als widerspenstig, was ihm wiederholte Inhaftierungen im Gefängnis For-l’Evêque einbrachte.
1779 trat er dem Théâtre des Grands-Danseurs du Roi bei, das von Jean-Baptiste Nicolet 1772 gegründet worden war. Dieses Engagement führte ihn zu einem Gipfel seiner Popularität. Gegen Ende des Jahres 1789 spielte mit einigen anderen Künstlern dieser Truppe unter der Leitung der Tänzerin Placide auf den Französischen Antillen, unter anderem in Saint-Domingue, dem heutigen Haiti. Die Haitianische Revolution zwang ihn zur Rückkehr nach Frankreich. Ab 1791 baute er in Bordeaux das Théâtre du Vaudeville-Variétés auf.
Im revolutionären Bordeaux wurde er beschuldigt, zu moderate Positionen zu vertreten. Er verließ die Stadt, ging zunächst nach Nantes und 1795 dann wieder nach Paris, wo er am Théâtre de la Cité arbeitete. 1798 segelte er erneut in die Kolonien und wirkte zwei Jahre in Ile-de-France, dem heutigen Mauritius. Dann kehrte er nach Paris zurück, um am Théâtre de la Gaîté sein Werk fortzuführen. Zwischen 1805 und 1815 trat er in der Provinz auf;  er hatte Engagements in Bordeaux und Lyon sowie in Versailles und Dunkerque. Zwei Jahre später ging er nach Korsika und leitete das Theater von Bastia, wo er wenig Erfolg hatte. Zurück in Paris starb er verarmt im Alter von 60 Jahren.
Er ist Autor von sechzig Stücken, sämtlich ausschweifende und empörende Werke in ihrer Zeit, die er stets anonym verfasste. Seine pamphletische Kolumne "Chroniqueur désœuvré", die er von 1781 bis 1783 verfasste, ist vor allem die Summe der Gerüchte der Pariser Theaterwelt am Ende des 18. Jahrhunderts.

## Pamphlete
- Le Désœuvré ou l’Espion du boulevard du Temple, London 1781 (2. Auflage 1782)
- Le Chroniqueur désœuvré ou l’Espion du boulevard du Temple, contenant les annales scandaleuses et véridiques des directeurs, acteurs et saltimbanques du boulevard, avec un résumé de leur vie et mœurs par ordre chronologique, London 1782–1783, 2 t. en 1 vol. (et 2 éd. en 1 vol., 1782)
- Le Vol plus haut, ou l’Espion des principaux théâtres de la capitale, contenant une histoire abrégée des acteurs et actrices de ces mêmes théâtres, enrichie d’observations philosophiques et d’anecdotes récréatives, Memphis, chez Sincère, libraire, réfugié au Puits de la vérité, 1784.